# Somerset House

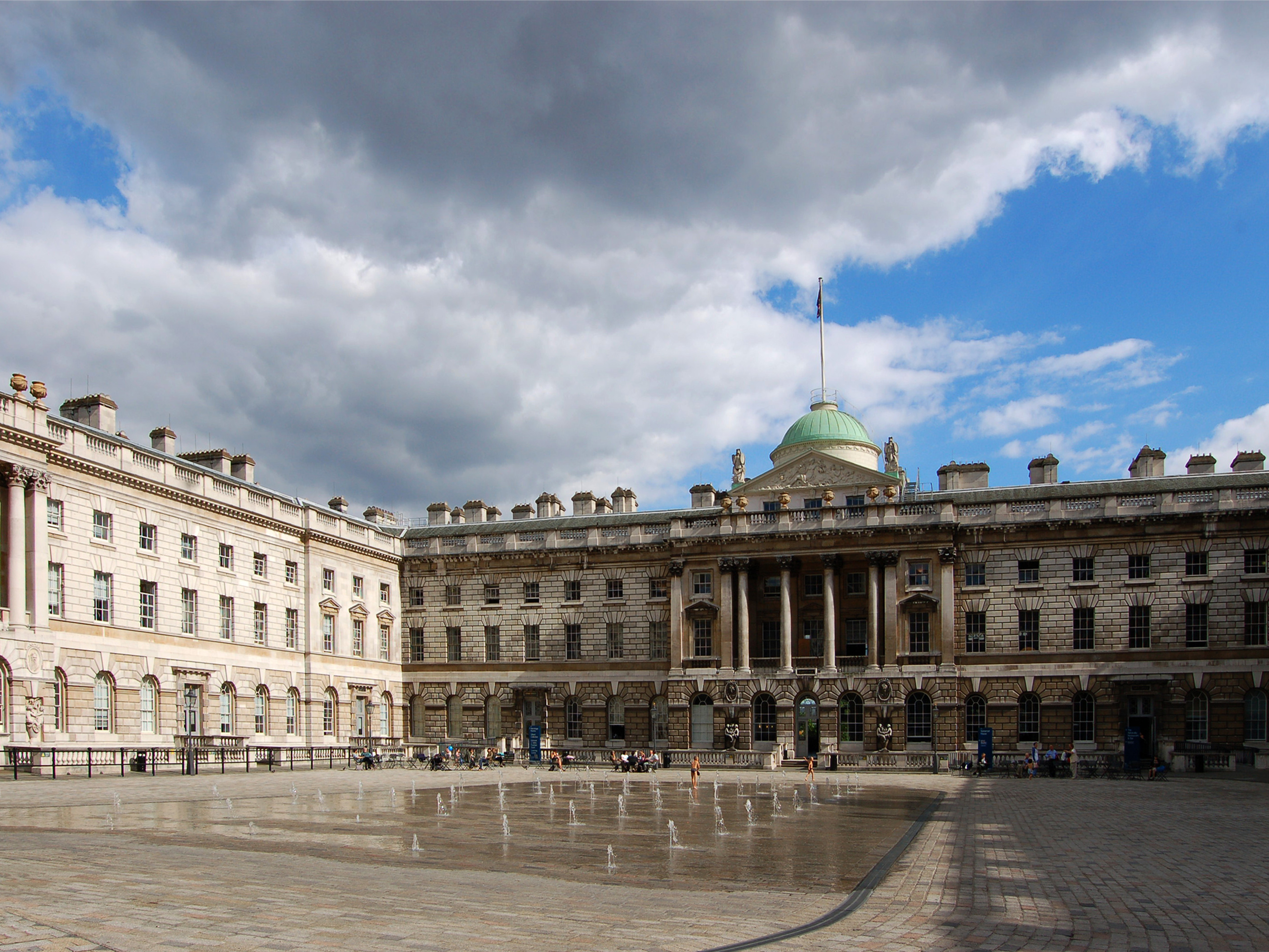
Pati central de la Somerset House

Somerset House és un dels grans edificis històrics de Gran Bretanya. Està situat en la riba nord del Tàmesi, devant del National Theatre de Londres. Construït en el segle xvi per Sir William Chambers, albergava originalment oficines governamentals, societats científiques i l'Oficina Naval.
Recentment, gràcies a una inversió de 48 milions de lliures, Somerset House s'ha convertit en llar de diversos museus, restaurants i cafès. Un dels museus més coneguts és la Col·lecció Gilbert d'Arts Decoratives (Gilbert Collection of Decorative Arts).